# Sheva Berakhot
Pour les articles homonymes, voir Berakhot.
Ne doit pas être confondu avec Tefillat sheva.
Les sheva berakhot (hébreu : שבע ברכות « sept bénédictions ») ou birkot nissouïm (hébreu : ברכות נישואים « bénédictions des noces ») sont des bénédictions spéciales, récitées après les actes de grâce d’un repas célébrant les sept jours de mariage d’un couple. 
La récitation de ces bénédictions nécessite la présence d’un quorum de dix hommes majeurs, le marié inclus. Toutefois, chacun des repas de la semaine doit comporter au minimum deux nouveaux invités pour pouvoir reciter les sept bénédictions.

## Les bénédictions
1. La première bénédiction est récitée sur un verre de vin: l'on bénit Dieu qui a créé le vin.
2. L'on bénit Dieu qui a tout créé en son honneur.
3. L'on bénit Dieu qui a créé l'Homme.
4. L'on bénit Dieu qui a créé l'Homme à son image, et lui a donné la possibilité d'offrir au monde l'éternité.
5. L'on bénit Dieu qui réjouit les enfants de Sion, autrement dit les juifs.
6. L'on bénit Dieu qui réjouit les mariés.
7. L'on bénit Dieu qui a créé différentes sortes de joie, l'amour et la fraternité, la paix et l'amitié. On lui demande de vite ramener des tons joyeux dans les montagnes de Judée et aux alentours de Jérusalem, et on le bénit, lui qui réjouit les mariés.